# 朱砂根
硃砂根（学名：Ardisia crenata） 也称万两，为報春花科紫金牛属下的一个种，分布于中国大陆的长江中下游地区、华南以及台灣、日本、琉球及爪哇。多年生小灌木，生长在疏松肥沃、腐殖质含量高的沙质土壤。

## 亚种和变种
- 粗脉紫金牛（亚种）[2][3]
- 红凉伞（变种）[4]

## 形态
灌木，高达1.5米，茎直立，有数个分支。叶纸质至革质，椭圆状披针形至倒披针形，长6～12厘米，宽2～4厘米，边缘有钝圆波状齿，背卷。侧脉12～18对，近边缘处结合成一边脉。叶柄长5～10毫米。伞状花序顶生或腋生，花序柄长1.5～2厘米。花白色或淡红色，萼片5裂，裂片长卵形，钝头；花冠5裂，裂片长椭圆状披针形，长4～5毫米。核果球形，直径约6毫米，成熟时红色，有黑色斑点。花期6～7月。

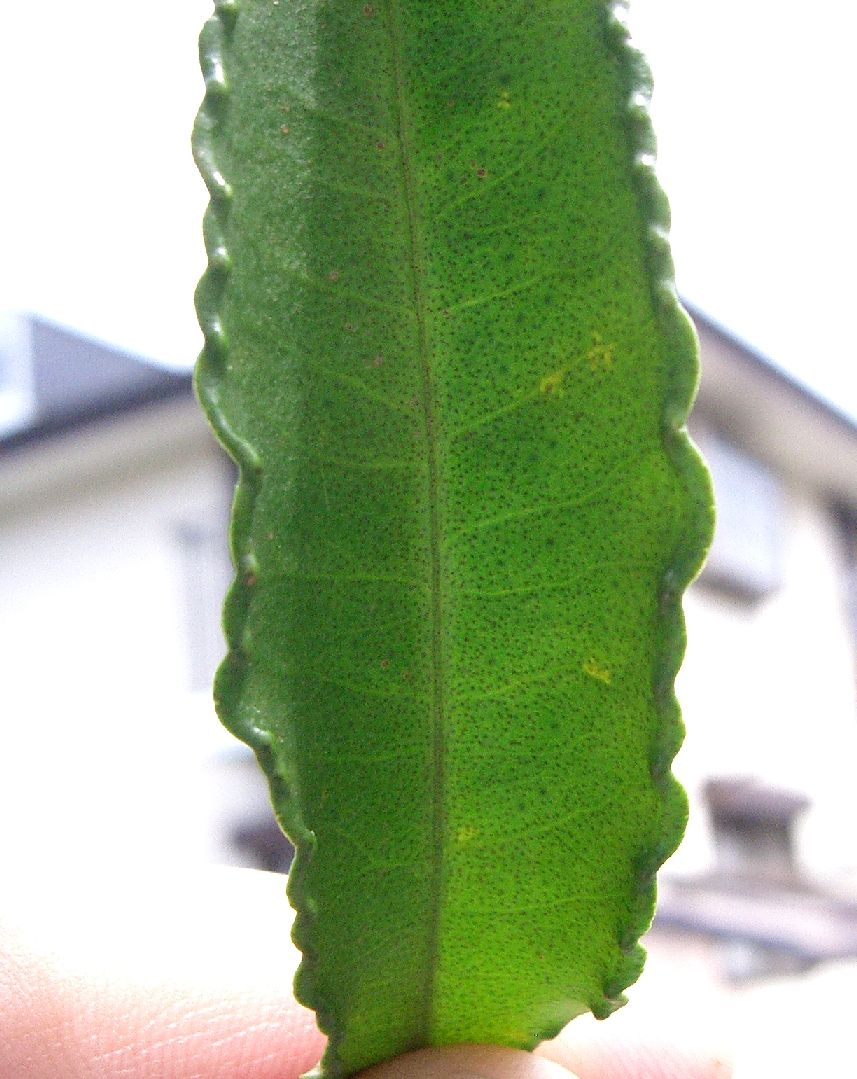
叶
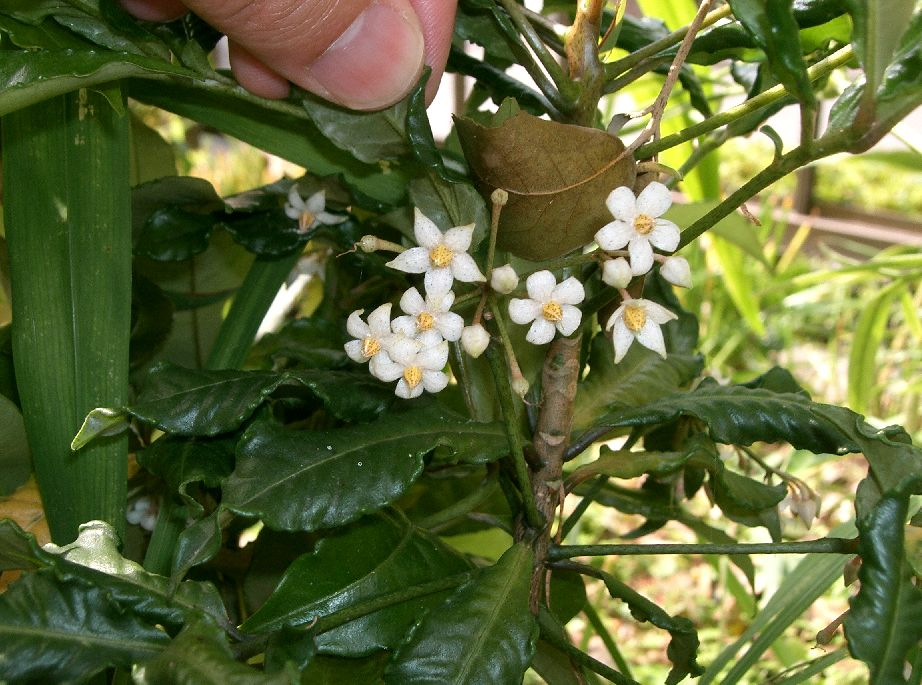
花
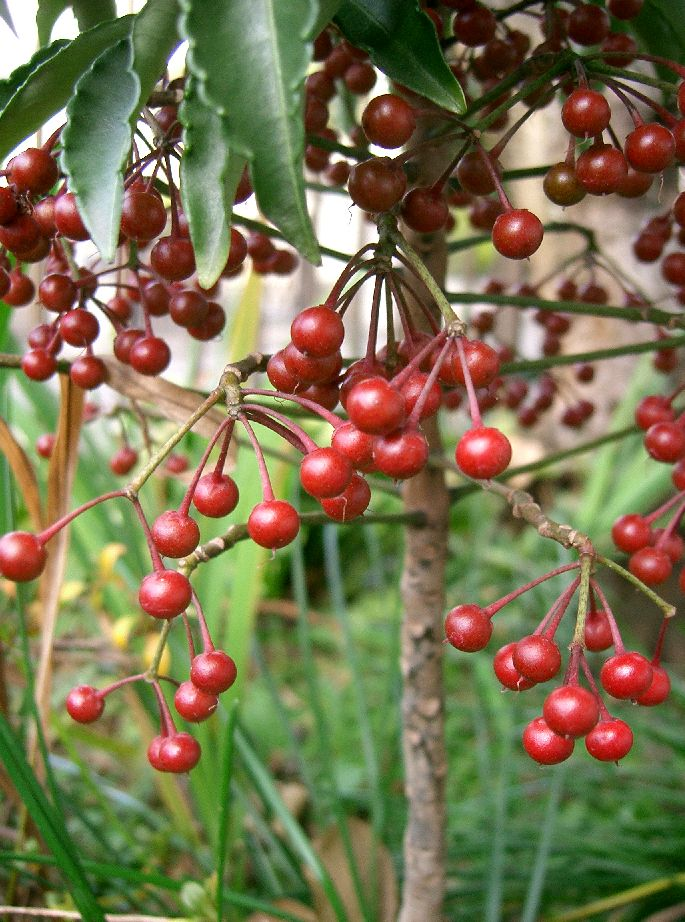
果

## 药用
朱砂根的根部秋后采挖，洗净后可入药。功能清热解毒、散瘀止痛。用于上呼吸道感染、风湿骨痛、跌打损伤等。

## 延伸阅读
[在维基数据编辑]
 《欽定古今圖書集成·博物彙編·草木典·硃砂根部》，出自陈梦雷《古今圖書集成》
 《植物名實圖考·硃砂根》，出自吳其濬《植物名實圖考》